# José Altuve
José Carlos Altuve Linares (Puerto Cabello, 6 de mayo de 1990) es un beisbolista profesional venezolano, que juega como segunda base para los Astros de Houston de las Grandes Ligas. 
Altuve actualmente es el jugador activo de menor estatura en las Grandes Ligas de Béisbol con 1,68 m (5′ 6″). En 2017 logró ganar las Series Mundiales con los Astros y fue elegido por primera vez en su carrera como MVP de la Liga Americana.
Altuve hizo su debut en Grandes Ligas en julio de 2011, mientras que en Venezuela, es ficha de los Navegantes del Magallanes.

## Trayectoria  profesional

### Ligas Menores
Altuve fue firmado por los Houston Astros como agente libre no reclutado en el 2006. Después de un fuerte 2007 en la Liga de Verano de Venezuela, en el que bateó .343, llegó a los Estados Unidos en 2008 y bateó .284 en 40 juegos para los Greenville Astros en la Appalachian League. Regresó a Greenville en el '09 y bateó .324 con 21 robos en sólo 45 partidos, lo que le valió un lugar en el equipo de las estrellas de la liga, el honor de MVP del equipo y una promoción a Tri-City Valley Cats en la New York-Penn League por dos partidos. Comenzó 2010 con los Lexington Legends de la South Atlantic League, Clase A baja, bateando .308 con 39 robos y 11 jonrones, lo que le permitió ganar un lugar en el equipo de las estrellas, para luego trasladarse hasta los Lancaster Jet Hawks de la Cal League Clase A alta y batear para .276.
Volviendo al Lancaster para el 2011, bateó .408 con 19 robos en 52 juegos. Después de ser promovido a la Texas League, bateó .361 con los Corpus Christi Hooks, dándole una línea global de .389 con 24 robos, 26 bases por bolas y 40 ponches en 357 turnos al bate ese año. Fue nombrado el segunda base del Baseball America's 2011 Minor League All Star Team, así como el Jugador Ligas Menores del Año para los Houston Astros. Representó a los Astros en el Juego de Futuras Estrellas de ese año.

### Houston Astros

#### 2011

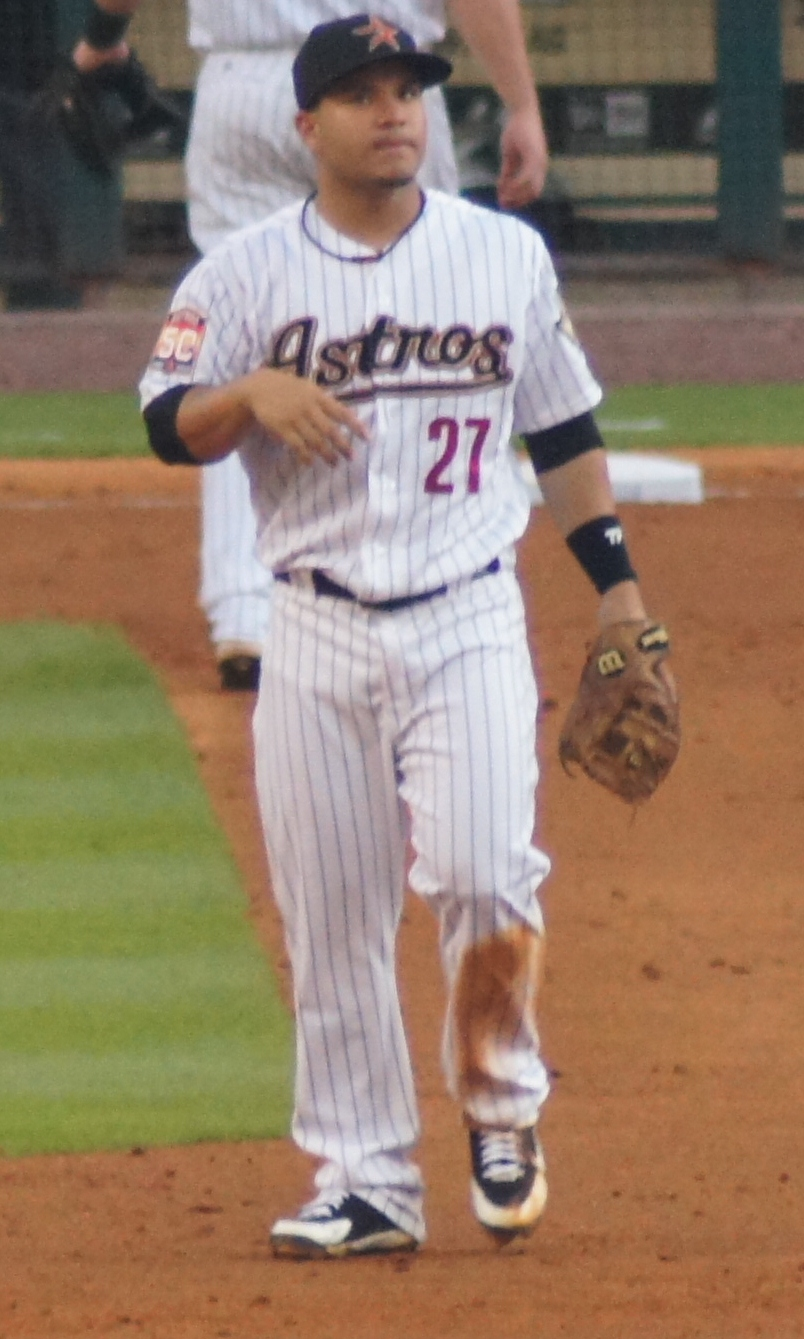

Altuve fue llamado a las Grandes Ligas por primera vez el 19 de julio de 2011.  El 27 de julio, empató a Russ Johnson como el jugador de los Astros con mayor cantidad de juegos consecutivos dando de hit (7).
El 20 de agosto de 2011, Altuve bateó un jonrón dentro del parque, el primer jonrón de su carrera en las Grandes Ligas. Se convirtió en el primer jugador de los Astros en conectar un jonrón dentro del parque desde Adam Everett en 2003, el primer jugador de los Astros en conectar su primer cuadrangular de Grandes Ligas como un jonrón dentro del parque desde Butch Henry en 1992, y el primer jugador de los Astros en comenzar un juego con un jonrón dentro del parque desde Bill Doran en 1987. Registró un promedio al bate de .346 durante sus primeros 21 partidos antes de caer un poco en rendimiento y cerrar el año con un promedio de .276. También conectó dos jonrones, se robó siete bases y registró un porcentaje de slugging de .357 en 221 turnos al bate.
Altuve regresó a Venezuela para jugar  en la Liga Venezolana de Béisbol Profesional, bateando .339 con un porcentaje de embasarse de .381 y slugging de .455. Altuve terminó 2011 con 898 apariciones al plato (391 en ligas menores, 234 en las Grandes Ligas, y 273 en Venezuela). Altuve conectó 82 hits en la liga venezolana, con lo que acumuló para final de año 282 hits.

#### 2012
El 1 de mayo de 2012, Altuve enfrentó al relevista Jon Rauch de los New York Mets, quien con 6'11" pies de estatura es el jugador más alto en la historia de las Grandes Ligas. Las 18" pulgadas de diferencia en altura se cree que ha sido la mayor entre el lanzador y el bateador, con excepción de un truco publicitario de 1951 en el que un Eddie Gaedel con 3'7 " tuvo un turno al bate para los St. Louis Browns. Altuve fue el representante de los Astros en el Juego de Estrellas de 2012.

#### 2013
El 13 de julio de 2013, Altuve firmó una extensión de contrato de cuatro años y 12.5 millones de dólares con los Astros, que incluye dos opciones del club para el 2018 y 2019 que valen 6 y 6.5 millones de dólares respectivamente. El trato también incluyó un bonus a ser recibido en 2013. Al momento de la extensión, Altuve bateaba .280 con 21 bases robadas, 15 dobles y 28 carreras impulsadas.

#### 2014
Altuve fue escogido para participar como suplente en el Juego de Estrellas 2014, obtuvo los lideratos en hits (225), bases robadas (56) y promedio de bateo (341) de la Liga Americana, además de romper el récord de Craig Biggio (210) de más hits en una temporada dentro del equipo de Houston Astros se convirtió en el primer jugador en más de 80 años para llegar a 130 hits y 40 bases robadas antes del Juego de Estrellas. Con su título de bateo Altuve se convirtió en el quinto venezolano en ganar este liderato uniéndose a Andrés Galarraga (1993) y Carlos González (2010) Liga Nacional, Magglio Ordóñez (2007) y Miguel Cabrera (2011, 2012, 2013 y 2015) en la Liga Americana.

#### 2015
Fue elegido como segunda base titular en la votación al Juego de Estrellas 2015, la tercera ocasión en su carrera que forma parte de este evento. Como sucedió la temporada pasada, Altuve de nuevo volvió a comandar los departamentos de bases robadas con (38) y el de imparables (200) en la Liga Americana, para convertirse en el primer venezolano que conquista este apartado en dos campañas seguidas, dado que los únicos en llegar a la cifra fueron César Tovar (204) en 1971, Magglio Ordóñez (216) cuando jugaba con los Tigres de Detroit en el 2007 y Miguel Cabrera (205) el 2012 año donde se quedó con la Triple Corona.

#### 2016
Por segundo año consecutivo fue elegido como segunda base titular en la votación al Juego de Estrellas 2016, la cuarta ocasión en su carrera que forma parte de este evento. Con un promedio final de .338 Altuve consiguió su segundo título de bateo en 3 años lo que le da a Venezuela por séptima vez un líder bate en las mayores de manera consecutiva. La seguidilla se inició en 2010 con Carlos González (Liga Nacional, .336), el resto de los trofeos se han quedado en la Americana por cortesía de Miguel Cabrera .344 (2011), .330 (2012), .348 (2013), José Altuve .341 (2014) y Cabrera repitió nuevamente con .338 en 2015.
El dueño del segundo cojín en la escuadra sideral además consiguió el liderato de hits de ambas ligas con 216, siendo la tercera campaña seguida que logra sobrepasar la cifra de 200 inatrapables. Además superó por primera vez las 100 anotadas (107), los 20 vuelacercas (24), dio su máxima cifra de triples (5), empujadas (96), sumado a los mejores OBP (.396), slugging (.534) y OPS (.930) de toda su carrera. Con solo 26 años.

#### 2017
En la temporada 2017, Altuve fue llamado a ser el segunda base titular de la Liga Americana por tercera ocasión consecutiva, la quinta vez en total que es convocado al Juego de Estrellas.
Obtuvo el título de bateo de la Liga Americana con un férrido .346 de promedio al bate al conectar 204 imparables en 309 turnos. Además, registró 81 carreras remolcadas, 24 jonrones y 32 bases robadas, ayudando a los Astros de Houston a avanzar a la postemporada. 
En su paso por la postemporada, los Astros dejaron el camino a los Medias Rojas de Boston y a los Yanquis de Nueva York. Finalmente, ganaron la Serie Mundial de 2017 ante los Dodgers de Los Ángeles, el primer campeonato en la historia del equipo. Altuve contribuyó con promedio de .310, siete jonrones y 14 impulsadas en toda la postemporada.
El 9 de noviembre de 2017, se anunció que Altuve ganó su cuarto Bate de Plata.
El 16 de noviembre de 2017, fue anunciado como el ganador del premio al Jugador Más Valioso de la Liga Americana, superando en la votación al novat Aaron Judge de los Yanquis de Nueva York y al dominicano José Ramírez de los Indios de Cleveland.

#### 2018
El 19 de febrero de 2018, José Altuve dijo presente en Palm Beaches, Florida, donde los Astros de Houston tienen su sede para el spring trining. El camarero, quien viene de ganar el MVP de la Liga Americana en 2017, es optimista con lo que puede hacer el equipo durante esta campaña. Altuve ha demostrado que puede hacer grandes cosas. No en vano, fue calificado como el segundo mejor pelotero de las Grandes Ligas por MLBNetwork. Sin embargo, él prefiere dejar las cosas en el pasado y empezar de cero otra vez.
El 17 de marzo de 2018, Los Astros de Houston y José Altuve llegaron a una extensión de contrato por cinco años y 150 millones de dólares. Altuve, quien la temporada pasada ganó el premio Jugador Más Valioso de la Liga Americana, comenzará a cobrar partes de dicho monto a partir de la campaña 2020. El segunda base había firmado en 2013 un contrato de cuatro años y 12.5 millones de dólares con la tropa sideral. Luego de ganar la Serie Mundial la temporada pasada, la organización decidió activar en este 2018 la opción hasta la próxima campaña de 6,5 millones. José Altuve firmó el contrato más grande en la historia de los Astros, superando los 100 millones que le dieron al panameño Carlos Lee de seis zafras. Se espera que el dos veces campeón bate de la Liga Americana gané por temporada alrededor de los 30 millones de dólares.
El 2 de abril de 2018,  Comenzó oficialmente el show de José Altuve en 2018. El actual Jugador Más Valioso de la Liga Americana, tuvo el sábado su segundo juego multihits de la recién inaugurada campaña y el vigésimo quinto con al menos cuatro sencillos en su carrera. Con la hazaña, el segunda base de los Astros de Houston pasó a ser el bateador con más encuentros de este tipo desde 2011, su año de estreno en la gran carpa, superando con ello a su paisano, Miguel Cabrera, con quien compartía la estación en 24. Los sucesores, Melky Cabrera (20) y Daniel Murphy (18) podrían ya no tener nada que buscar en los primeros lugares. Altuve, en la zafra anterior consiguió cuatro fechas en temporada regular con el referido dígito de indiscutibles y se quedó a las puertas de un quinto, lo que sería su próxima meta. Box score
31 de marzo de 2018, Tercer juego de los Astros de Houston en la campaña y ya José Altuve está en la mira de todos. Este sábado, en el juego donde su equipo ganó 9-3 a los Rangers de Texas conectó 4 hits en 5 turnos. Los 4 inatrapables se dividieron entre el jardín izquierdo y el jardín central, dos para cada lado. Además impulsó una carrera. En el juego pasado, duplicó ante el mismo equipo, lo que significa que en 11 turnos ha pegado 6 imparables (todos sencillos).
Box score

## En Venezuela
José Altuve forma parte de la reserva de los Navegantes del Magallanes, con quienes debutó en 2010 y jugó por última vez en la temporada 2012-2013. En esa oportunidad, los Navegantes obtendrían el undécimo campeonato y Altuve contribuyó, en 35 encuentros, con un destacado promedio al bate de .336, 48 imparables, 10 dobles, 1 triple y 1 jonrón, 27 carreras impulsadas y 19 anotadas.
En las tres temporadas que ha participado, ha dejado cifras globales de 137 juegos, 540 turnos, 174 imparables, 38 dobles, 4 triples, 3 jonrones, 76 impulsadas, 64 anotadas, 24 bases robadas, 37 bases por bolas y 70 ponches.

## Palmarés
- Serie Mundial (2): 2017-2022
- All Star (6): 2012 y 2014-2018
- MVP de la Liga Americana (1): 2017
- Jugador del Año, elegido por la Asociación de Jugadores de la MLB (2): 2016 y 2017
- Guante de Oro (1): 2015
- Bate de Plata (6), a mejor Segundo Base: 2014-2018
- Premio Hank Aaron de la Liga Americana (1): 2017
- Líder de bateo de la Liga Americana (3): 2014, 2016, y 2017
- Líder en bases robadas de la Liga Americana (2): 2014 y 2015
- Jugador del Mes de la Liga Americana (2): junio de 2016 y julio de 2017
- Jugador de la Semana de la Liga Americana (3): 3 de mayo de 2015, 17 de abril de 2016 y 9 de julio de 2017
- Premio Luis Aparicio (1): 2017

## Estadísticas

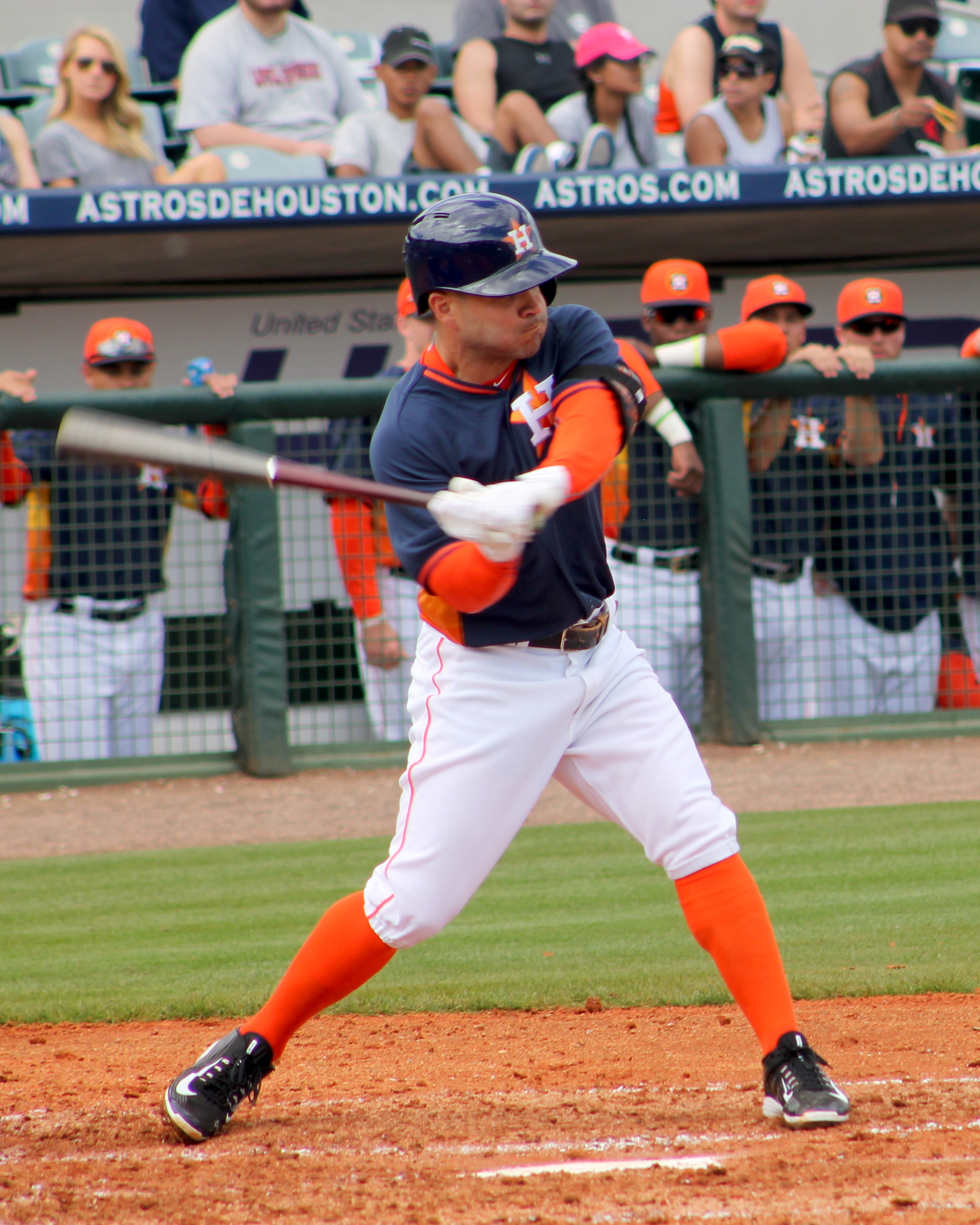
Altuve bateando en 2015.

| † | Denota temporadas en las que ganó una Serie Mundial |
| * | Líder de la liga                                    |

#### Estadísticas al Bateo

##### Temporada regular
| Año      | Equipo   | PJ  | AB   | R   | H    | 2B  | 3B | HR | RBI | K   | SB  | AVG  | SLG  |
| -------- | -------- | --- | ---- | --- | ---- | --- | -- | -- | --- | --- | --- | ---- | ---- |
| 2011     | Astros   | 57  | 221  | 26  | 61   | 10  | 1  | 2  | 12  | 29  | 7   | .276 | .357 |
| 2012     | Astros   | 147 | 576  | 80  | 167  | 34  | 4  | 7  | 37  | 74  | 33  | .290 | .399 |
| 2013     | Astros   | 152 | 626  | 64  | 177  | 31  | 2  | 5  | 52  | 85  | 35  | .283 | .363 |
| 2014     | Astros   | 158 | 660  | 85  | 225  | 47  | 3  | 7  | 59  | 53  | 56  | .341 | .453 |
| 2015     | Astros   | 154 | 638  | 86  | 200  | 40  | 4  | 25 | 66  | 67  | 38  | .313 | .459 |
| 2016     | Astros   | 161 | 640  | 108 | 216  | 42  | 5  | 24 | 96  | 70  | 30  | .338 | .531 |
| 2017     | Astros   | 153 | 590  | 112 | 204  | 39  | 4  | 24 | 81  | 84  | 32  | .346 | .547 |
| 2018     | Astros   | 137 | 534  | 85  | 159  | 29  | 2  | 13 | 61  | 79' | 17  | .316 | .451 |
| Total    | Total    | 982 | 3951 | 561 | 1250 | 243 | 23 | 84 | 403 | 462 | 231 | .316 | .453 |
| All-Star | All-Star | 5   | 8    | 0   | 0    | 0   | 0  | 0  | 1   | 2   | 0   | .000 | .000 |

##### Postseason
| Año   | Equipo | PJ | AB | R  | H  | 2B | 3B | HR | RBI | K  | SB | AVG  | SLG  |
| ----- | ------ | -- | -- | -- | -- | -- | -- | -- | --- | -- | -- | ---- | ---- |
| 2015  | Astros | 6  | 26 | 2  | 4  | 0  | 0  | 0  | 2   | 3  | 1  | .154 | .154 |
| 2017  | Astros | 18 | 71 | 14 | 22 | 2  | 0  | 7  | 14  | 14 | 2  | .310 | .634 |
| Total | Total  | 24 | 97 | 16 | 26 | 2  | 0  | 7  | 16  | 17 | 3  | .268 | .505 |

## Personal

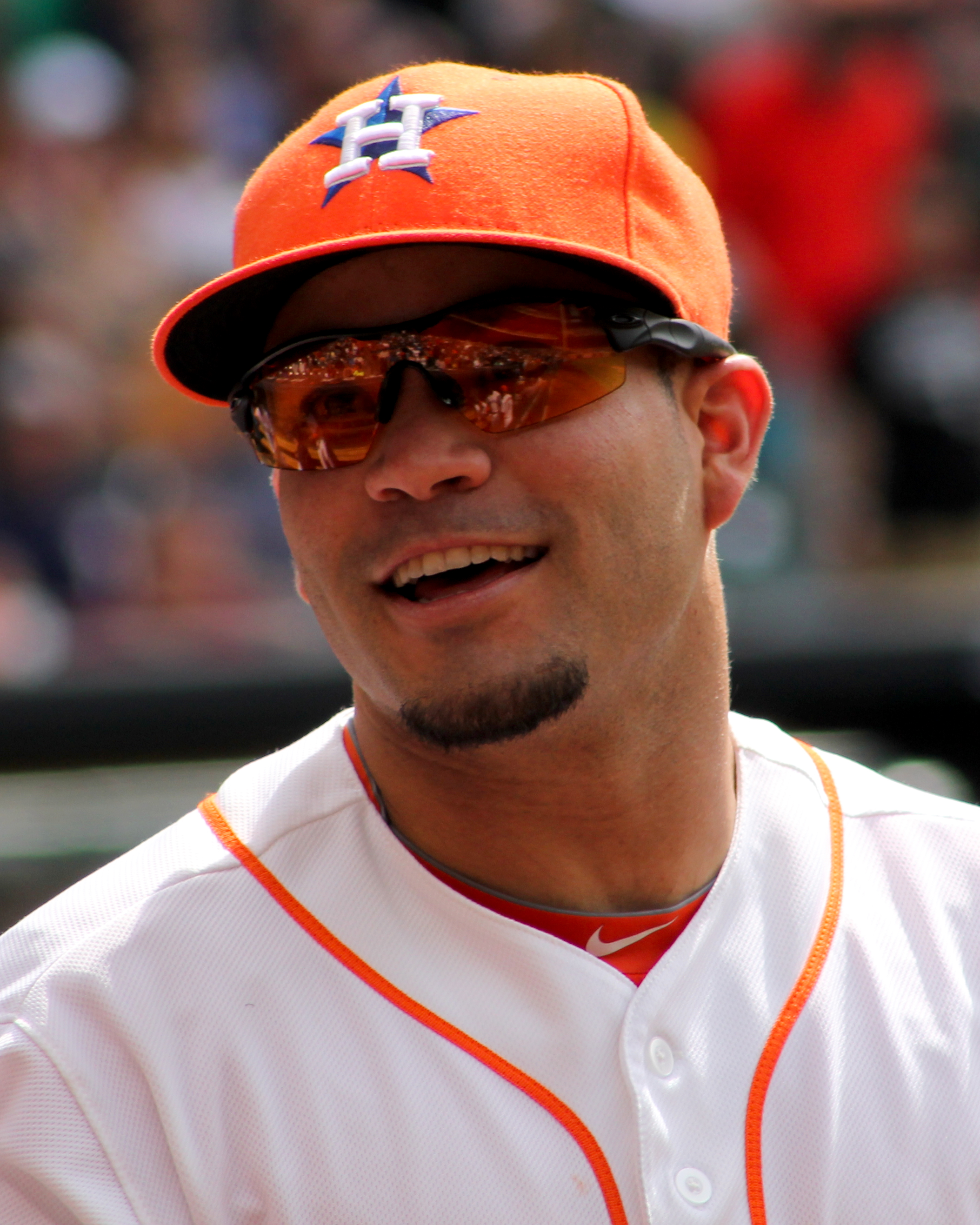
José Altuve en mayo de 2014.

Originalmente registrado con 5'7 " pies de estatura, Altuve aparece ahora registrado con su altura correcta de 5'5", convirtiéndose en el jugador activo más pequeño en las Grandes Ligas, y el más pequeño desde que Freddie Patek se retirara en 1981.
Inspirado por las emisoras debatiendo cuántos "Altuves" un jonrón había recorrido en distancia, Bryan Trostel creó una calculadora sencilla basada en la web para calcular la distancia en Official Standard Listed Altuves (OSLA). Para que coincida con la altura de Altuve, 1 OSLA = 5.417 pies. Altuve mismo ha sido receptivo a la idea, diciendo: "Es gracioso, hombre", dijo. "Cuando me dijeron cuántos 'Altuves' era un jonrón, sólo reí." Trostel, quien publicó su calculadora en HowManyAltuves.com, ha expandido la idea para incluir la velocidad (Altuves por segundo), así como Altuves cúbicas y cuadradas para el volumen y el área.